# Кондитерская фабрика Яни
Кондитерская фабрика Яни — российская кондитерская фабрика, существовавшая в Москве.

## История
Фабрика была основана в 1880 году выходцем из города Родосто (ныне Текирдаг, Турция) Яни Панайотом (1848—1895), греком по национальности. Обрусев, он стал зваться Иваном Павловичем Яни и развернул производство восточных сладостей в Москве, построив кондитерскую фабрику в Денисовском переулке. Очень скоро были открыты его кондитерские в Солодовниковском и Лубянском пассажах, где продавались рахат-лукум, пастила и мармелад.

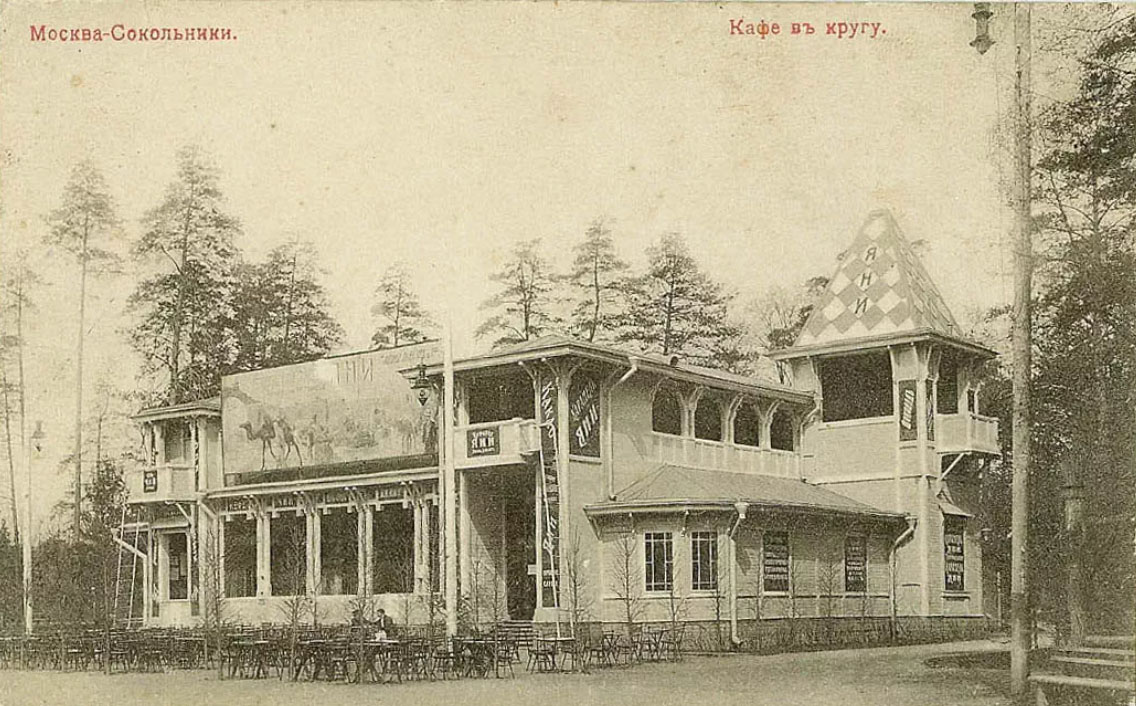
Кофейня «Яни» в Сокольниках

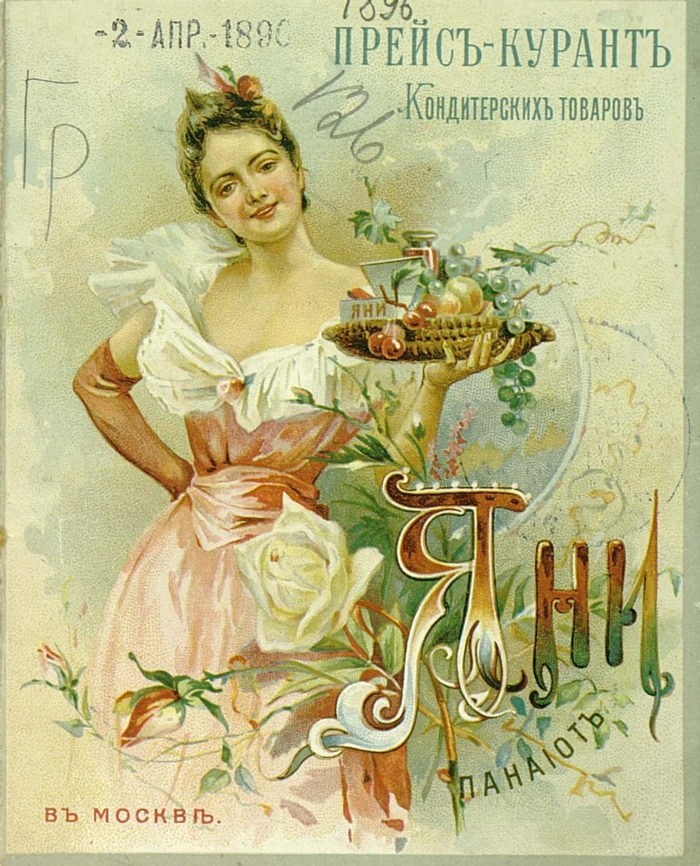
Прейскурант фабрики Яни

Особой популярностью пользовалась кофейня Яни Панайота в Сокольниках: двухэтажный деревянный павильон, фасад которого украшал огромный щит с изображением каравана, везущего пряности и какао. Здесь посетителям предлагалось кофе с корицей и кардамоном, запеченные с ломтиком сыра и мякотью грецкого ореха и груши, молочные медово-яблочные коктейли, ягодная пастила и щербет. По праздникам в кафе играл оркестр, вечером горели «китайские» фонарики. Также работало кафе «Яни» на Тверской улице, недалеко от Садовой-Триумфальной в доходном доме Гиршмана, где подавали кофе с корицей и с кардамоном, молочные медово-яблочные коктейли, восточные сладости и конфеты.
В 1895 году Иван Павлович Яни Панайот умер, всё наследство перешло к его жене — Яни Януле Панайот, которая, продолжив дело мужа, выпускала кондитерскую продукцию под именем «Торговый дом наследницы Яни Янулы Панайот». Затем к работе кондитерской фабрики подключился их старший сын Эврипид, и вскоре сладкая продукция стала выпускаться уже под маркой «Паровая фабрика торговаго дома наслѣдницы Яни Янулы Панаiотъ съ сыновьями въ Москвѣ». В этот период времени на обёртках и коробках конфет появляются медали, а также значится, что семья Яни стала официальным поставщиком «Его Величества Короля Греческого» и «Короля Сербского».
В начале XX века бизнес предприятия и благосостояние семьи значительно вырос. Но в связи с Октябрьской революцией производство кондитерской продукции прекратилось и фабрика закрывается, некоторые члены семьи покинули Россию.